# Лыткина, Мария Алексеевна
Мария Алексеевна Лыткина — советский хозяйственный деятель, Герой Социалистического Труда.

## Биография
Родилась в 1933 году на территории современной Рязанской области. Член КПСС.
В 1952—1993 — рабочая завода «Красный треугольник», бригадир конвейера Ленинградского производственного объединения «Красный треугольник» Министерства нефтеперерабатывающей и нефтехимической промышленности СССР, мастер производственного обучения городского профессионально-технического училища № 47.
Указом Президиума Верховного Совета СССР от 20 апреля 1971 года присвоено звание Героя Социалистического Труда с вручением ордена Ленина и золотой медали «Серп и Молот».
Делегат XXIV съезда КПСС.
Умерла в 2021 году в Санкт-Петербурге.

## Награды и звания
- Герой Социалистического Труда (20.04.1971)
- Орден Ленина (20.04.1971)
- Орден Знак Почёта (28.05.1966)